# Viorica Ioja

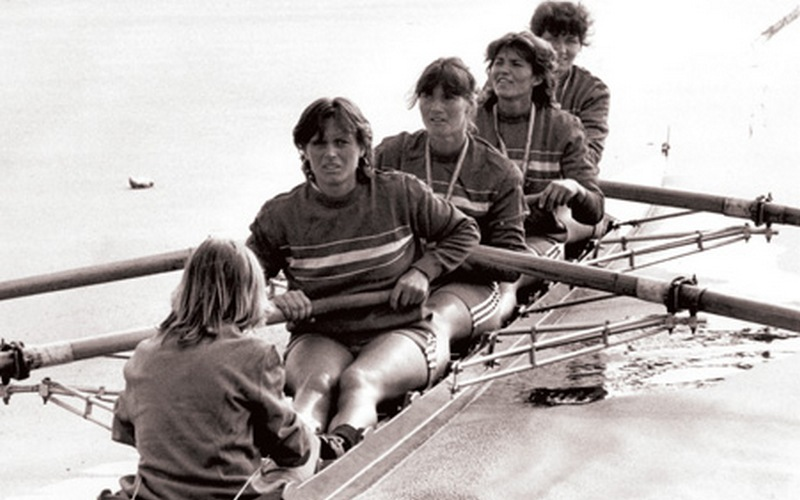
Echipa de canotaj 4+1 rame la JO 1984

Viorica Ioja (născută Vereș; n. 26 februarie 1962, Uivar, Timiș, Republica Populară Română, România) este o canotoare română, laureată cu aur la Los Angeles 1984.
După 1987 s-a stabilit în Germania. A primit titlul de Maestru Emerit al Sportului. În 2004 a fost decorată cu Ordinul „Meritul Sportiv” clasa I.